# Heqat

Verdeling van het Oog van Horus

Een heqat of hekat is een Oud-Egyptische inhoudsmaat (vooral voor graan) overeenkomend met ongeveer 4,8 liter.
| U9 |

| U9 |

Het Oog van Horus (het oog van een valk met daaronder een traan) is verdeeld in breuken van de heqat, waarbij het complete oog 1 heqat (of eigenlijk 63/64 heqat) beslaat. De onderdelen van het oog symboliseren bovendien de zintuigen.